# Неблагодарна възраст
„Неблагодарна възраст“ (на френски: L'Âge ingrat) е френска комедия от 1964 г., на режисьора Жил Гранжие с участието на Жан Габен и Фернандел.

## Сюжет
Антоан Лартиг и Мари Малуен решават да запознаят родителите си преди да се оженят. Лятната ваканция е отличен повод, но се оказва, че суровия Емил Малуен (Жан Габен) не е много радостен от запознанството с бъдещите си роднини. Освен това, влюбената двойка разиграва сцена на ревност, което, изглежда, разваля всичко.

## В ролите
| Актьор          | Роля            |
| --------------- | --------------- |
| Жан Габен       | Емил Малуен     |
| Фернандел       | Адолф Лартиг    |
| Мари Дюбуа      | Мари Малуен     |
| Франк Фернандел | Антоан Лартиг   |
| Мадлен Силван   | Елиан Лартиг    |
| Полет Дюбос     | Франсоаз Малуин |
| Клод Ман        | Шарлз-Едуар     |
| Кристин Симон   | Флоранс Малуен  |